# Mamă și Fiică: Aventuri în California
Mamă și Fiică: Aventuri în California este un film creat de Stéphane Marelli, care este inspirat din seria „Mama și Fiica”. Acesta este primul film francez Disney Channel.
În Franța, Elveția și Belgia, a fost difuzat pentru prima dată la 5 februarie 2016, pe Disney Channel Franța .

## Poveste
Barbara (Lubna Gourion), care a fost selectată pentru a participa la un concurs internațional de design, trebuia să meargă la Los Angeles pentru a prezenta ultima rochie artizanală. Aceasta merge cu Isabelle (Isabelle Desplantes) într-o excursie incredibilă spre orașul Los Angeles. Pe drum are parte de multe probleme, precum: pană de cauciuc în deșert, o noapte demnă de un film de groază sau de o urmărire a unui urs, aventura lor fiind plină de capcane. Visul din California nu este tocmai ușor.

## Distribuția
- Isabelle Desplantes: Isabelle Hammer
- Lubna Gourion: Barbara Hammer
- Arthur Jacquin: Gaël
- Clara Leroux: Léa
- Romain Arnolin: Hugo
- Grégory Le Moigne: Laurent Marteau
- Laura Marano: ea însăși
- Romuald Boulanger: Moderator
- Maëlise Berdat: Asistenta domnului Auquet
- Jeff Torres: Ofițer Johnson
- Andrea Convonton: Ofițer Carvano
- Melissa Lisa Linke : Melissa McCougan
- Jose Lambert: M. McCougan
- Tezz Yancey: Tony Tony
- Lilian Solange: Sigbritt Edvadrsson
- Jordy Altman: Philippo Filippo Petipato
- Neraida Bega: Oxana

## Programul în România
Premiera filmului în România a avut loc la data de 30 iulie 2016, pe postul de televiziune Disney Channel.

## Transmisiuni internaționale
| Țara          | Canal                          | Premiera         | Numele original                                                      |
| ------------- | ------------------------------ | ---------------- | -------------------------------------------------------------------- |
| Franța        | Disney Channel Franța          | 5 februarie 2016 | Mère et Fille : California Dream                                     |
| Italia        | Disney Channel Italia          | 11 iunie 2016    | Mamma e figlia: California Dream                                     |
| Olanda Belgia | Disney Channel Olanda & Belgia | 2 iulie 2016     | Moeder en Dochter: California Dream Mère et Fille : California Dream |
| Germania      | Disney Channel Germania        | 16 iulie 2016    | Maman & Ich: California Dream                                        |
| Polonia       | Disney Channel Polonia         | 23 iulie 2016    | Matka i córka: Podróż do marzeń                                      |
| Bulgaria      | Disney Channel Bulgaria        | 30 iulie 2016    | Майка и Дъщеря: Калифорнийска Мечта                                  |
| România       | Disney Channel Romania         | 30 iulie 2016    | Mamă și fiică: Aventuri în California                                |
| Ungaria       | Disney Channel Ungaria         | 30 iulie 2016    | Anya és lánya: Kaliforniai kaland                                    |